# Pogonomyrmex abdominalis
Pogonomyrmex abdominalis är en myrart som beskrevs av Santschi 1929. Pogonomyrmex abdominalis ingår i släktet Pogonomyrmex och familjen myror. Inga underarter finns listade i Catalogue of Life.